# Hofje

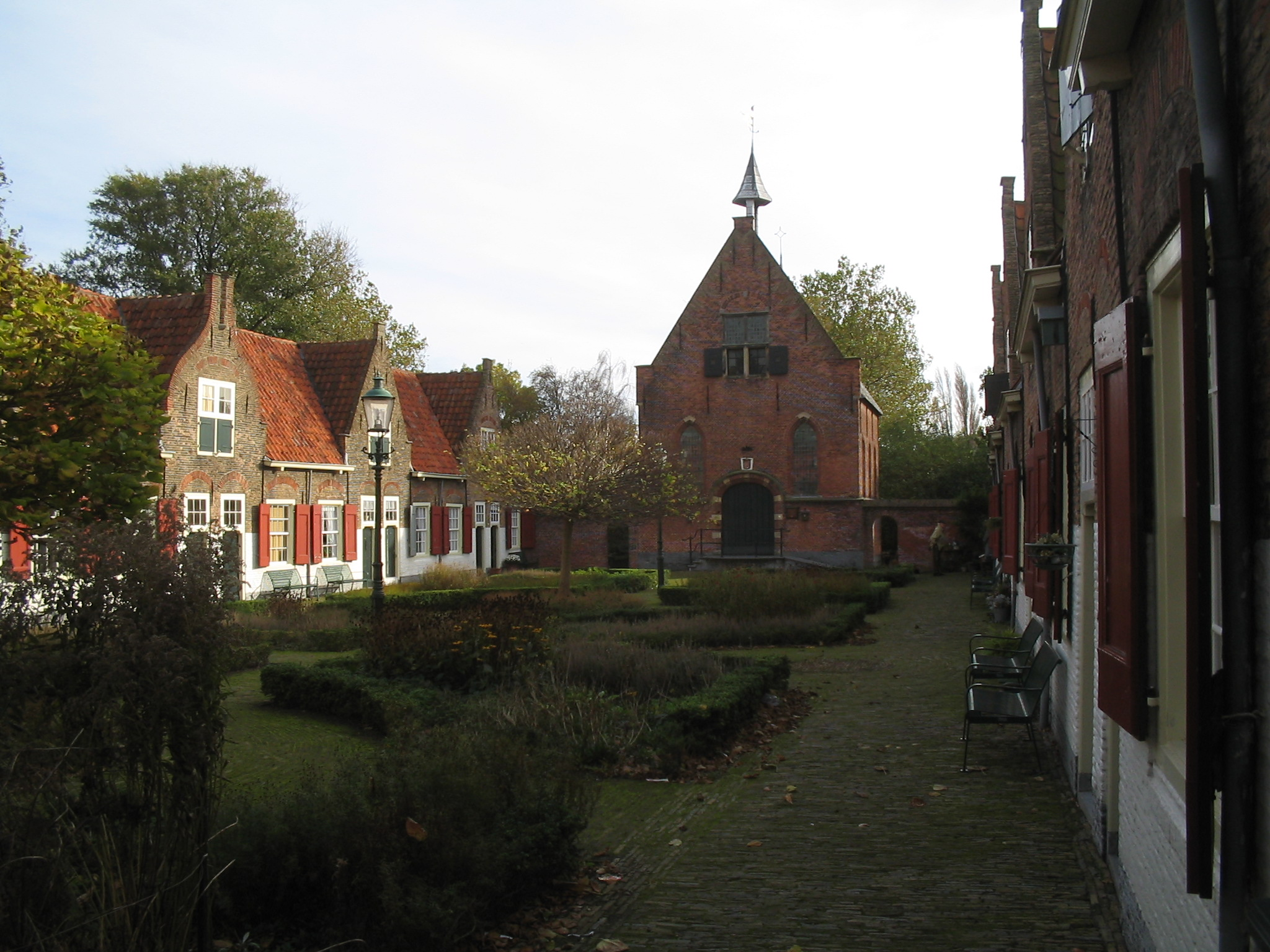
Heilige Geesthofje in Naaldwijk

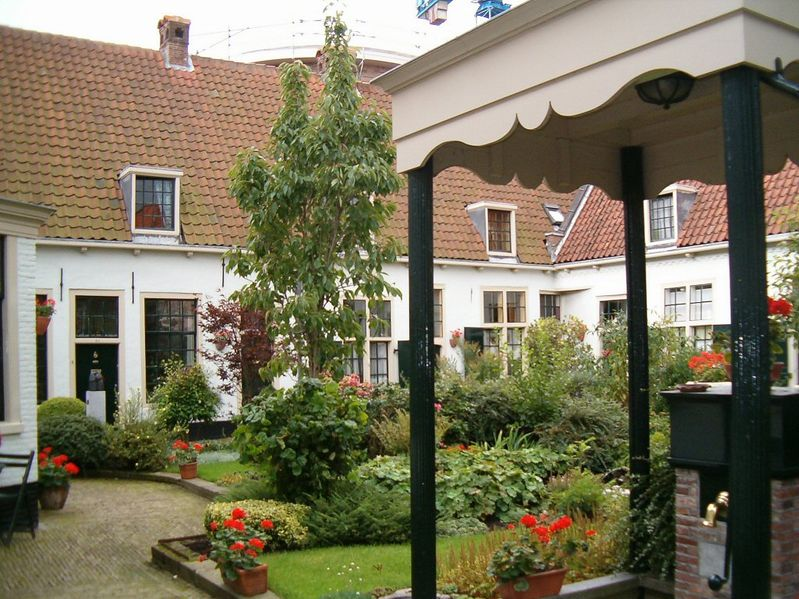
Hofje van Bakenes, Haarlem

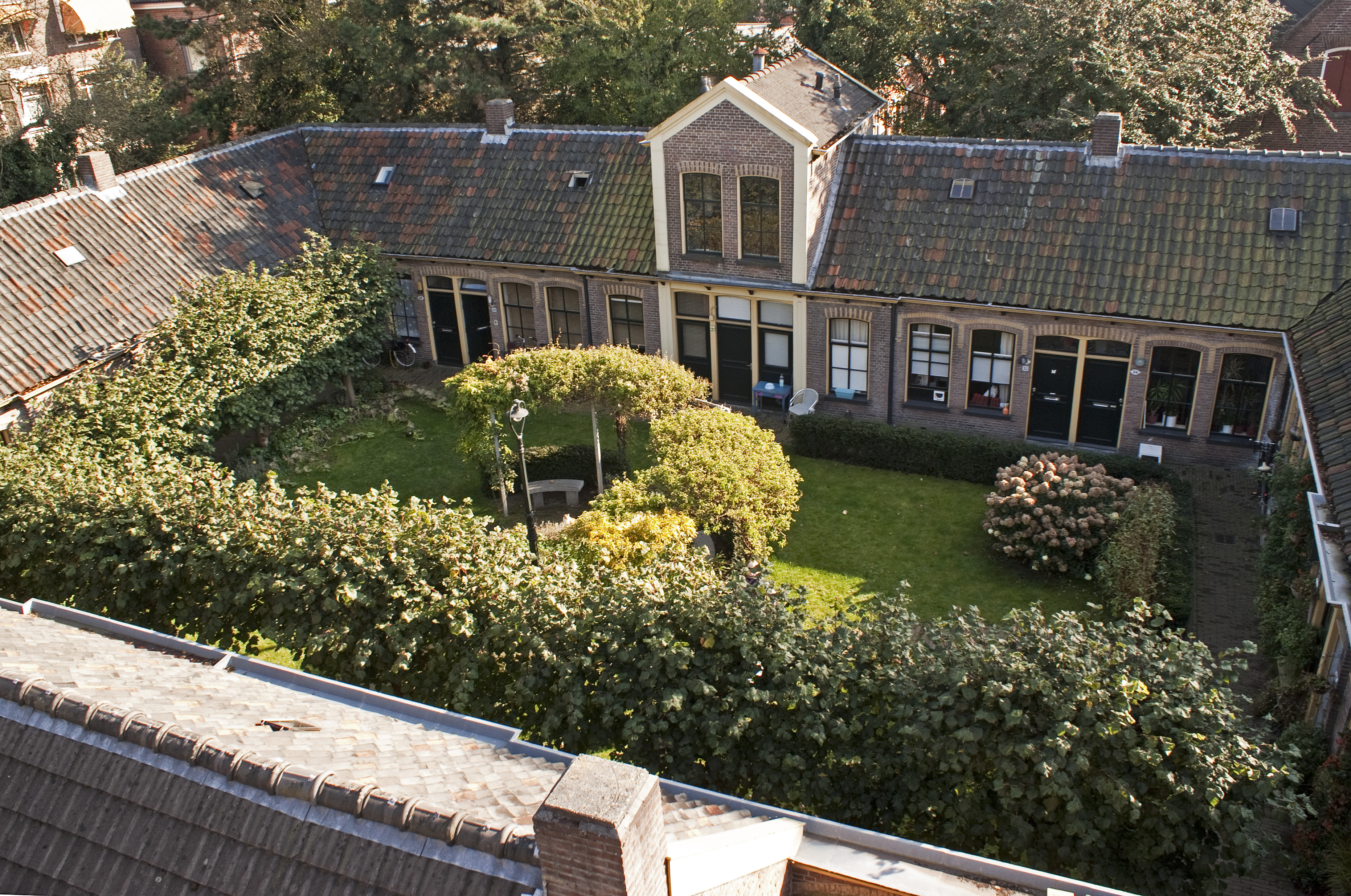
Middengasthuis, Groningen

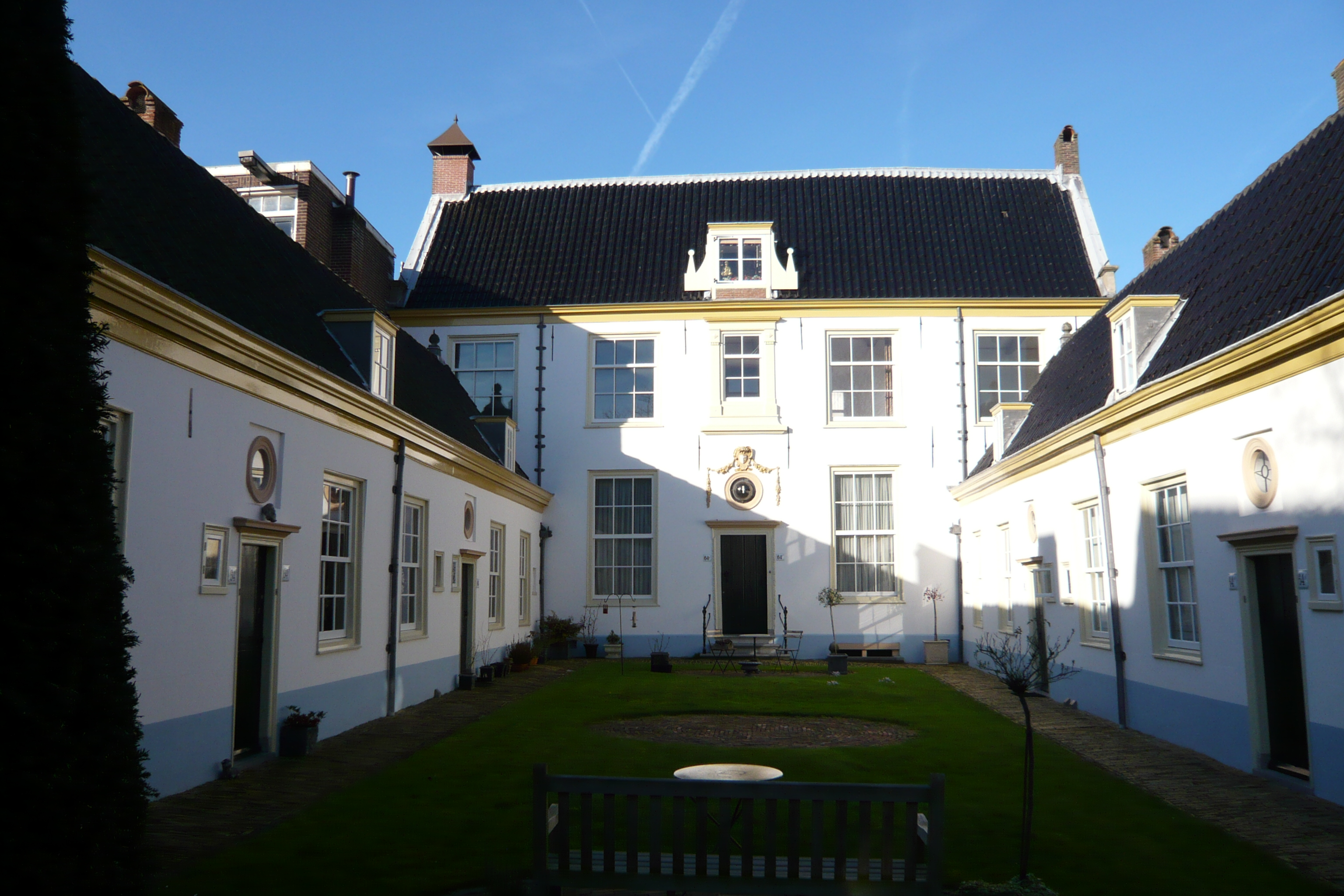
Vrouwe- en Antonie Gasthuys, Haarlem. In het midden het poortgebouw met de regentenkamer

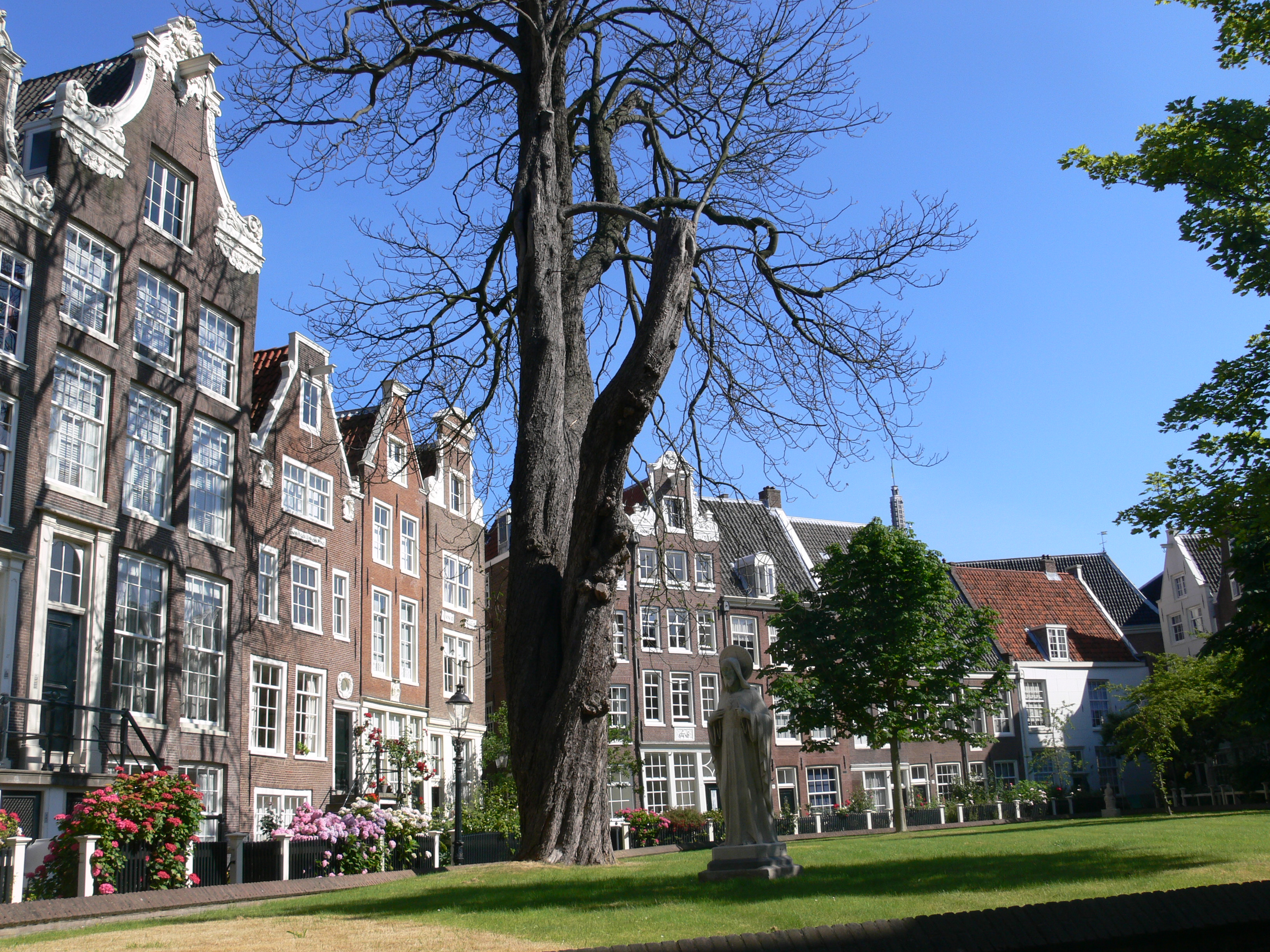
Begijnhof, Amsterdam

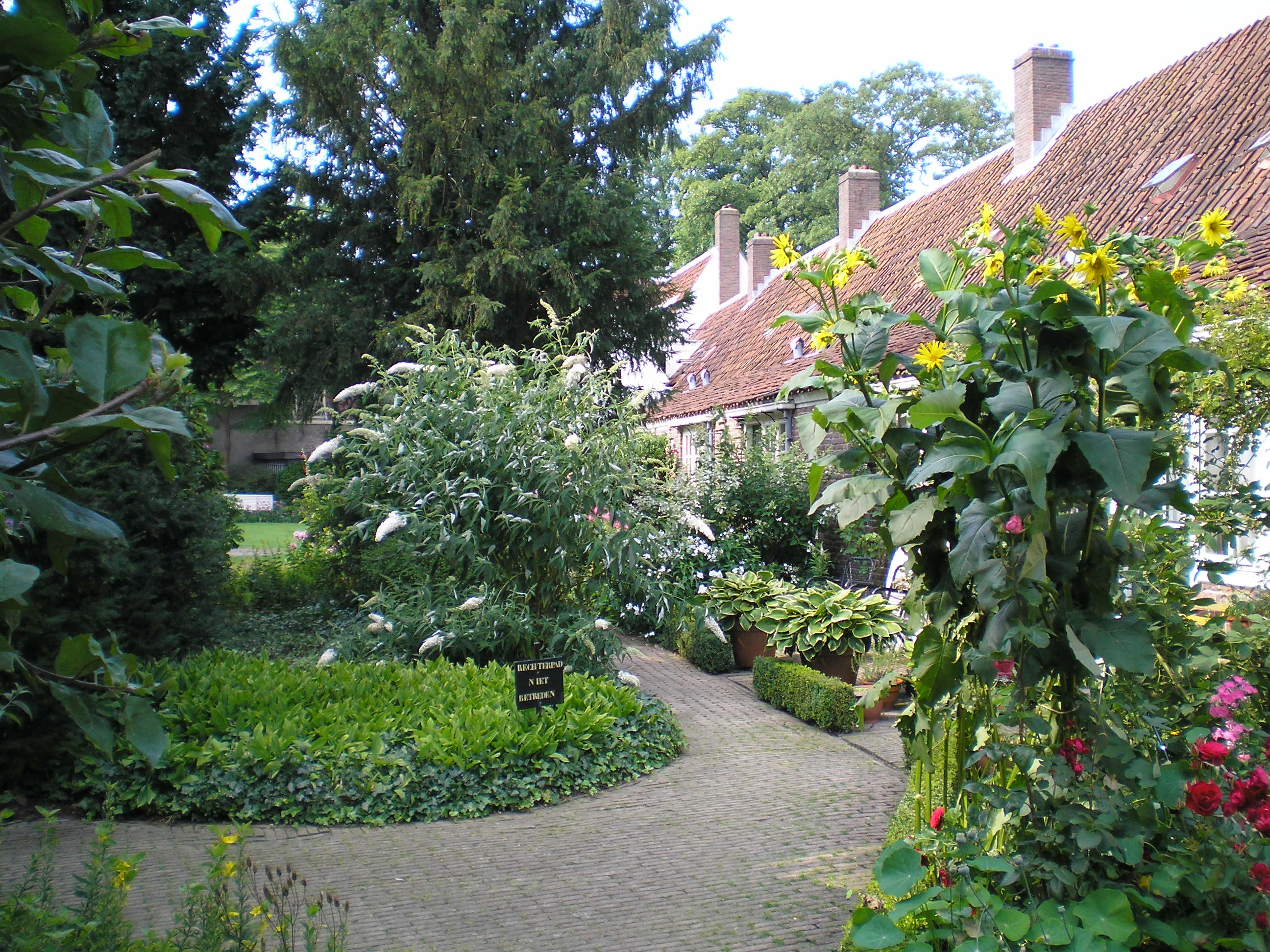
Bruntenhof, Utrecht

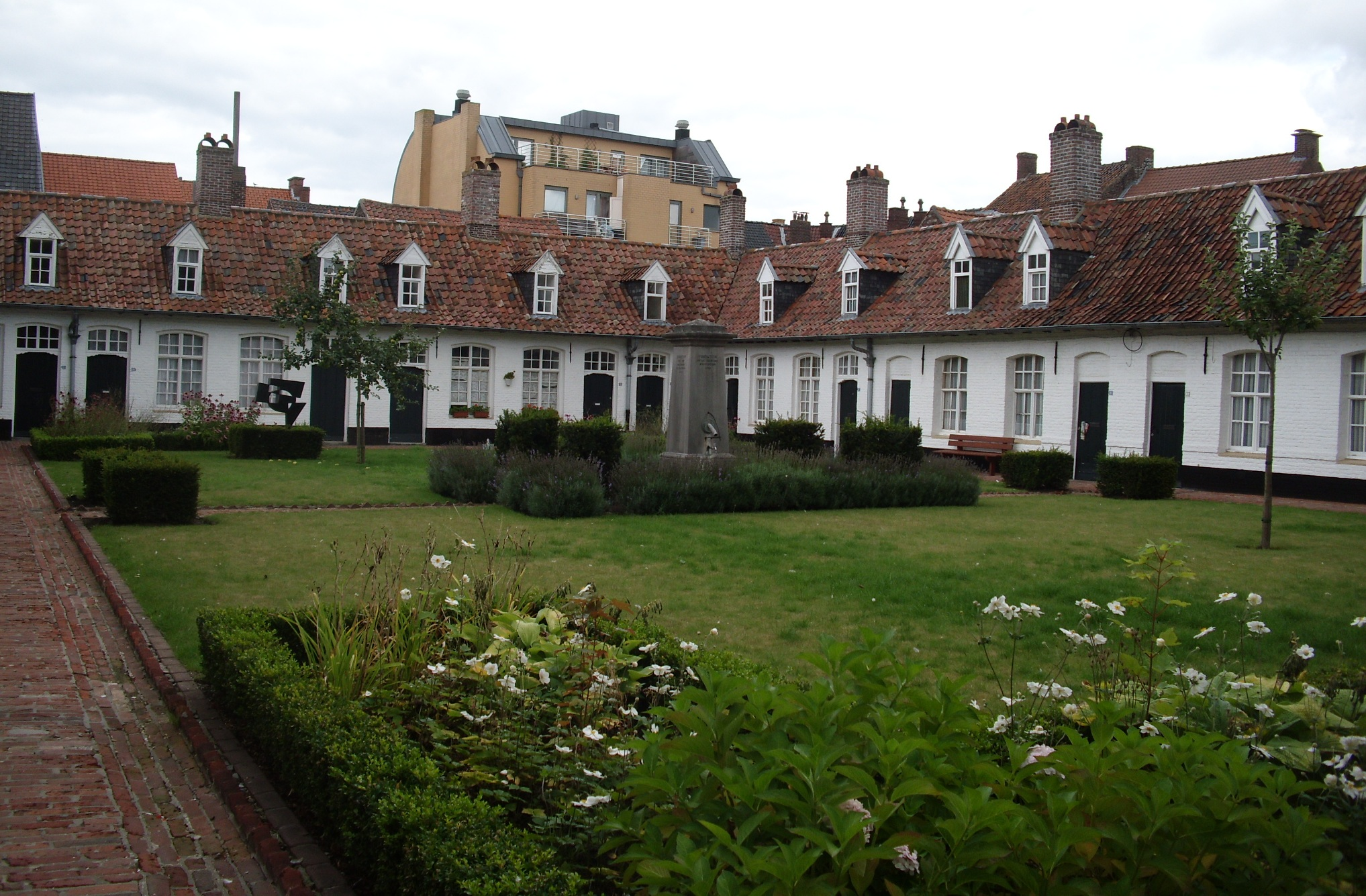
Weeuwhof, Poperinge

Een hofje is een binnenplaats of binnentuin met daar omheen gelegen een aantal meest kleine woningen. In Vlaanderen betreft het meestal begijnhoven en godshuizen, woongemeenschappen met vaak een semi-religieuze levenswijze. In Nederland is de betekenis breder en valt er een onderscheid te maken tussen liefdadigheidshofjes, exploitatiehofjes en sociale woningbouwhofjes. De liefdadigheidshofjes dateren uit de 13e tot 19e eeuw, de exploitatiehofjes zijn gebouwd in de tweede helft van de 19e eeuw en in het begin van de 20ste eeuw. De exploitatie- of arbeidershofjes waren sloppen, bedoeld om de naar de stad getrokken arbeiders te huisvesten. In die tijd was voor het bouwen van woningen die niet vanaf de straat te zien waren, geen vergunning nodig. Met de inwerkingtreding van de gemeentelijke Bouw- en Woonverordening in 1906 werd het bouwen van woningen op binnenterreinen geheel verboden.
In tegenstelling tot de liefdadigheidshofjes woonden in de arbeidershofjes hele gezinnen in armoedige omstandigheden. De huisjes in liefdadigheidshofjes waren bedoeld voor ouderen – meestal vrouwen – met weinig geld, soms waren ze onderdeel van de sociale voorzieningen voor leden van een bepaalde kerk of andere doelgroepen zoals schippers, hofpersoneel of onderofficieren. Soms deed een hofje ook dienst als herberg voor reizigers. Oudere mannen met weinig inkomsten konden terecht in het oudemannenhuis.

## Opbouw en indeling
De naam hofje heeft te maken met de opbouw: meestal een verzameling kleine huisjes rond een gemeenschappelijk binnenterrein (nu vaak een tuin). Op dat binnenterrein waren in vroeger tijden de gemeenschappelijke voorzieningen te vinden zoals privaten en een wasgelegenheid. Een hofje is vaak ommuurd en alleen toegankelijk via 1 of 2 ingangen die in vroegere tijden vaak al om 10 uur 's avonds werden afgesloten. Op die manier kon niemand ongemerkt binnenkomen. Vele hofjes hadden een portier die de poorten sloot, deze portier was in dienst van de stichting die het hofje beheerde. De stichting werd bestuurd door rijke heren en dames: de regenten. Deze regenten wezen ook de woningen toe. Vaak hebben de poorten van liefdadigheidshofjes een poortgebouw (een gebouw bij de entree), in dit gebouw bevindt zich de regentenkamer, een plek waar de regenten vergaderden.

## Armenzorg
Voor de Algemene Ouderdomswet uit 1956 kende Nederland geen pensioenvoorziening voor iedereen. Arme ouderen waren afhankelijk van hun familie, de kerk of van rijke mensen. Deze rijken (en de kerk) stichtten hofjes waar alleenstaande en arme vrouwen gratis konden wonen. De stichters van hofjes waren vaak kinderloze mannen of vrouwen die hun geld na hun dood zinvol wilden besteden. Door hun naam aan een hofje te verbinden, bereikten zij dat hun naam bleef voortbestaan. Ook hoopten de rijken door aan liefdadigheid te doen een plek in de hemel te verwerven. Alleenstaande mannen waren minder goed in staat een eigen huishouding te voeren, vond men. Voor hen waren er Oudemannenhuizen en Proveniershuizen waar zij volledig verzorgd werden. Later ontstonden er vergelijkbare oudevrouwenhuizen.

### Deugdzaam leven
Het wonen in een hofje was vaak kosteloos en werd als een gunst beschouwd. De regenten verlangden wel dat de bewoners zich zeer deugdzaam gedroegen. Kerkbezoek was een must, na tien uur moest bezoek meestal het hof uit en als een bewoner een nacht weg wilde blijven dan kon dat alleen met toestemming van de regenten. Aan veel hofjes was een eigen kapel verbonden, zodat de bewoners naar de kerkdienst konden gaan zonder daarvoor een grote afstand te hoeven afleggen.
Er waren ook zogenoemde begijnenhofjes. Deze hofjes waren bestemd voor begijnen, vrouwen die geen kloostergelofte aflegden maar toch samen met anderen als geestelijke zusters leefden.

## Typen hofjes
Hofjes worden al sinds de 12e eeuw gebouwd, maar er zijn verschillen. Hofje in de enge zin kan betekenen: huisjes bij testament gesticht voor huisvesting van arme, oude mensen. Er zijn ook andersoortige hofjes:
- Gasthuizen waren de voorlopers van ziekenhuizen.
- Proveniershuisjes waren huisjes - verbonden aan een gasthuis - waar proveniers woonden: ouderen die zich hadden ingekocht om een verzorgde oude dag te hebben.
- Begijnhofjes waren hofjes waar begijnen of begarden, resp. vrouwen en mannen, woonden als alleenstaanden maar als lid van een soort vrije lekengemeenschap binnen de Rooms-Katholieke Kerk.
- Gildehofjes: door de gilden werden hofjes gesticht voor mensen die binnen het gilde werkzaam waren geweest.
- Expoitatiehofjes: deze hofjes zijn (vooral in de 19e eeuw) gebouwd ook vooral voor de armen maar met het doel er geld aan te verdienen.

## Verspreiding
Hofjes zijn vooral een Nederlands verschijnsel, maar in België zijn ook in enkele plaatsen hofjes te vinden. De meeste zijn gebouwd tussen de 13e en 19e eeuw. Het merendeel is te vinden in de provincies Noord- en Zuid-Holland, in de steden Amsterdam, Alkmaar, Delft, Den Haag, Haarlem, Hoorn en Leiden. Met name de hofjes in Haarlem zijn beroemd. Daarnaast is er ook een flink aantal hofjes te vinden in Groningen, waar een hofje (net als in enkele andere plaatsen) vaak gasthuis werd genoemd. Ook in andere oude plaatsen, zoals Leerdam, Leeuwarden, Naaldwijk, Zutphen, Utrecht en Maastricht zijn enkele hofjes te vinden. In België is onder andere een hofje te vinden in Poperinge, het Weeuwhof. Weeuw is ouder Nederlands voor 'weduwe'.

### Moderne tijd
Niet alle liefdadigheidshofjes zijn bewaard gebleven, maar de resterende hofjes worden meestal nog bewoond, nog steeds vaak door vrouwen, hoewel dat niet overal meer voorwaarde is. Het wonen is anders dan vroeger niet meer gratis. Vooral in Den Haag is een groot aantal hofjeswoningen particulier bezit. Dat tijden veranderen is te zien in Haarlem, waar het voormalige Begijnhof nu dienstdoet als bordeel. De hofjes zijn dikwijls gemeentelijk monument of opgenomen in het rijksmonumentenregister. Ze zijn vaak, maar niet alle, te bezichtigen voor publiek dat bereid is rekening te houden met de privacy van de bewoners.

## Hofjes per stad
- Lijst van hofjes in Nederland
- Lijst van hofjes in Den Haag
- Lijst van hofjes in Leiden en Hofjes in Leiden
- Hofjes in Haarlem
- Hofjes in Dordrecht
- Godskameren en hofjes in Utrecht
- Lijst van gasthuizen in Groningen